# Piotr Jaranowski
Piotr Adam Jaranowski (ur. 16 grudnia 1961 w Łęczycy) – polski fizyk, profesor nauk fizycznych, profesor Uniwersytetu w Białymstoku.

## Życiorys
W 1985 ukończył studia na Wydziale Fizyki Uniwersytetu Warszawskiego. Doktoryzował się w 1994 w Centrum Astronomicznym im. Mikołaja Kopernika PAN na podstawie rozprawy zatytułowanej: Analysis of the gravitational wave signal from a compact binary system, której promotorem był dr hab. Andrzej Królak. Stopień naukowy doktora habilitowanego uzyskał w 2002 na UW w oparciu o pracę pt. Postnewtonowska dynamika Hamiltona układów punktów materialnych. Tytuł profesora nauk fizycznych otrzymał 4 marca 2015.
Zawodowo związany z Filią Uniwersytetu Warszawskiego w Białymstoku, przekształconą w Uniwersytet w Białymstoku, na którym w 2016 objął stanowisko profesora zwyczajnego (po zmianach prawnych profesora). Na UwB był dyrektorem Instytutu Fizyki Teoretycznej oraz kierownikiem Zakładu Astronomii i Astrofizyki. W 2016 został wybrany na dziekana Wydziału Fizyki w kadencji 2016–2020.
Specjalizuje się w fizyce teoretycznej i ogólnej teorii względności. Opublikował ponad 200 prac, wypromował jednego doktora. Członek Polskiego Towarzystwa Fizycznego i Międzynarodowej Unii Astronomicznej.

## Nagrody
Laureat zespołowej Nagrody Naukowej im. Wojciecha Rubinowicza (2016).